# Farida El Askalany
Farida El Askalany (14 de fevereiro de 1995) é uma jogadora de vôlei de praia egípcia.

## Carreira
Em 2019 formava dupla com Doaa Elghobashy e sagrou-se campeã do Campeonato Africano das Nações de Vôlei de Praia no mesmo ano na Nigéria e sagraram-se medalhistas de ouro nos Jogos Pan-Africanos sediados em Rabat.
Em 2020 estiveram juntas e foram campeãs das etapas da Continental Cup CAVB na Eritréia  e Uganda. Na temporada de 2021 foi terminaram na nona posição no torneio uma estrela do circuito mundial, foram semifinalistas no Finals da Continental Cup CAVB no Marrocos.Em 2022 disputaram o Campeonato Mundial em Roma.

## Títulos e resultados
- Finals da Continental Cup CAVB de Vôlei de Praia:2021